# Deutsche Badmintonmeisterschaft 1974
Die Deutsche Badmintonmeisterschaft 1974 fand vom 29. bis zum 31. März 1974 in Bonn statt.

## Medaillengewinner
| Disziplin    | Gold                                                            | Silber                                                               | Bronze                                                                         |
| ------------ | --------------------------------------------------------------- | -------------------------------------------------------------------- | ------------------------------------------------------------------------------ |
| Herreneinzel | Roland Maywald (1. BC Beuel)                                    | Wolfgang Bochow (1. DBC Bonn)                                        | Michael Schnaase (SC Union 08 Lüdinghausen)                                    |
| Herreneinzel | Roland Maywald (1. BC Beuel)                                    | Wolfgang Bochow (1. DBC Bonn)                                        | Gerhard Kucki (1. BV Mülheim)                                                  |
| Dameneinzel  | Brigitte Steden (VfL Bochum)                                    | Irmgard Latz (SC Bayer 05 Uerdingen)                                 | Gudrun Ziebold (Merscheider TV)                                                |
| Dameneinzel  | Brigitte Steden (VfL Bochum)                                    | Irmgard Latz (SC Bayer 05 Uerdingen)                                 | Marieluise Zizmann (1. BC Beuel)                                               |
| Herrendoppel | Willi Braun (VfL Wolfsburg) Roland Maywald (1. BC Beuel)        | Gerhard Kucki (1. BV Mülheim) Karl-Heinz Garbers (1. BV Mülheim)     | Wolfgang Bochow (1. DBC Bonn) Franz Beinvogl (MTV München von 1879)            |
| Herrendoppel | Willi Braun (VfL Wolfsburg) Roland Maywald (1. BC Beuel)        | Gerhard Kucki (1. BV Mülheim) Karl-Heinz Garbers (1. BV Mülheim)     | Torsten Winter (PSV Grün-Weiß Wiesbaden) Hugo Wilmes (PSV Grün-Weiß Wiesbaden) |
| Damendoppel  | Brigitte Steden (VfL Bochum) Marieluise Wackerow (1. BC Beuel)  | Irmgard Latz (FC Bayer 05 Uerdingen) Gudrun Ziebold (Merscheider TV) | Anke Betz (MTV München von 1879) Lore Hawig (Siegburger SV 04)                 |
| Damendoppel  | Brigitte Steden (VfL Bochum) Marieluise Wackerow (1. BC Beuel)  | Irmgard Latz (FC Bayer 05 Uerdingen) Gudrun Ziebold (Merscheider TV) | Jutta Schnelle (SV Helios Berlin) Rita Rathgeber (SV Helios Berlin)            |
| Mixed        | Wolfgang Bochow (1. DBC Bonn) Marieluise Wackerow (1. BC Beuel) | Karl-Heinz Garbers (1. BV Mülheim) Anke Betz (MTV München von 1879)  | Gerd Kattau (Polizei SV Bremen) Ingrid Thaler (Polizei SV Bremen)              |
| Mixed        | Wolfgang Bochow (1. DBC Bonn) Marieluise Wackerow (1. BC Beuel) | Karl-Heinz Garbers (1. BV Mülheim) Anke Betz (MTV München von 1879)  | Horst Lösche (1. BV Mülheim) Irmgard Gerlatzka (FC Bayer 05 Uerdingen)         |